# Даніель Лігеті
Даніель Лігеті (угор. Ligeti Dániel; нар. 31 липня 1989, Сомбатгей) — угорський борець вільного стилю, срібний та дворазовий бронзовий призер чемпіонатів Європи, переможець Кубку світу, учасник двох Олімпійських ігор. Бере також участь у змаганнях з греко-римської боротьби.

## Біографія
Боротьбою займається з 1996 року. Був другим на чемпіонаті Європи з вільної боротьби 2008 серед юніорів.

## Спортивні результати у змаганнях з вільної боротьби

### Виступи на Олімпіадах
| Змагання                    | Збірна   | Вагова категорія           | Місце |
| --------------------------- | -------- | -------------------------- | ----- |
| Літні Олімпійські ігри 2012 | Угорщина | вільна боротьба, до 120 кг | 10    |
| Літні Олімпійські ігри 2016 | Угорщина | вільна боротьба, до 125 кг | 7     |
| Літні Олімпійські ігри 2024 | Угорщина | вільна боротьба, до 125 кг | 7     |

### Виступи на Чемпіонатах світу
| Змагання                        | Збірна   | Вагова категорія           | Місце |
| ------------------------------- | -------- | -------------------------- | ----- |
| Чемпіонат світу з боротьби 2009 | Угорщина | вільна боротьба, до 96 кг  | 18    |
| Чемпіонат світу з боротьби 2010 | Угорщина | вільна боротьба, до 120 кг | 5     |
| Чемпіонат світу з боротьби 2011 | Угорщина | вільна боротьба, до 120 кг | 17    |
| Чемпіонат світу з боротьби 2013 | Угорщина | вільна боротьба, до 120 кг | 9     |
| Чемпіонат світу з боротьби 2015 | Угорщина | вільна боротьба, до 125 кг | 13    |
| Чемпіонат світу з боротьби 2017 | Угорщина | вільна боротьба, до 125 кг | 19    |
| Чемпіонат світу з боротьби 2018 | Угорщина | вільна боротьба, до 125 кг | 9     |
| Чемпіонат світу з боротьби 2019 | Угорщина | вільна боротьба, до 125 кг | 13    |
| Чемпіонат світу з боротьби 2022 | Угорщина | вільна боротьба, до 125 кг | 9     |
| Чемпіонат світу з боротьби 2023 | Угорщина | вільна боротьба, до 125 кг | 5     |

### Виступи на Чемпіонатах Європи
| Змагання                         | Збірна   | Вагова категорія           | Місце  |
| -------------------------------- | -------- | -------------------------- | ------ |
| Чемпіонат Європи з боротьби 2008 | Угорщина | вільна боротьба, до 96 кг  | 5      |
| Чемпіонат Європи з боротьби 2009 | Угорщина | вільна боротьба, до 96 кг  | 18     |
| Чемпіонат Європи з боротьби 2010 | Угорщина | вільна боротьба, до 120 кг | 7      |
| Чемпіонат Європи з боротьби 2011 | Угорщина | вільна боротьба, до 120 кг | Бронза |
| Чемпіонат Європи з боротьби 2012 | Угорщина | вільна боротьба, до 120 кг | Срібло |
| Чемпіонат Європи з боротьби 2013 | Угорщина | вільна боротьба, до 120 кг | 5      |
| Чемпіонат Європи з боротьби 2014 | Угорщина | вільна боротьба, до 125 кг | Бронза |
| Чемпіонат Європи з боротьби 2016 | Угорщина | вільна боротьба, до 125 кг | 5      |
| Чемпіонат Європи з боротьби 2017 | Угорщина | вільна боротьба, до 125 кг | 5      |
| Чемпіонат Європи з боротьби 2019 | Угорщина | вільна боротьба, до 125 кг | 11     |
| Чемпіонат Європи з боротьби 2020 | Угорщина | вільна боротьба, до 125 кг | 10     |
| Чемпіонат Європи з боротьби 2021 | Угорщина | вільна боротьба, до 125 кг | 5      |
| Чемпіонат Європи з боротьби 2022 | Угорщина | вільна боротьба, до 125 кг | Бронза |
| Чемпіонат Європи з боротьби 2023 | Угорщина | вільна боротьба, до 125 кг | Бронза |

### Виступи на Європейських іграх
| Змагання              | Збірна   | Вагова категорія           | Місце |
| --------------------- | -------- | -------------------------- | ----- |
| Європейські ігри 2015 | Угорщина | вільна боротьба, до 125 кг | 7     |
| Європейські ігри 2019 | Угорщина | вільна боротьба, до 125 кг | 7     |

### Виступи на Кубках світу
| Змагання                    | Збірна   | Вагова категорія           | Місце  |
| --------------------------- | -------- | -------------------------- | ------ |
| Кубок світу з боротьби 2011 | Угорщина | вільна боротьба, до 120 кг | Золото |

### Виступи на Чемпіонатах світу серед студентів
| Змагання                                        | Збірна   | Вагова категорія           | Місце  |
| ----------------------------------------------- | -------- | -------------------------- | ------ |
| Чемпіонат світу з боротьби серед студентів 2010 | Угорщина | вільна боротьба, до 120 кг | Бронза |

### Виступи на інших змаганнях
| Змагання                                                         | Збірна   | Вагова категорія                  | Місце  |
| ---------------------------------------------------------------- | -------- | --------------------------------- | ------ |
| Олімпійський кваліфікаційний турнір з боротьби 2008 (Мартіні)    | Угорщина | вільна боротьба, до 96 кг         | 15     |
| Гран-прі Німеччини з боротьби 2010                               | Угорщина | вільна боротьба, до 120 кг        | Золото |
| Гран-прі Іспанії з боротьби 2011                                 | Угорщина | вільна боротьба, до 120 кг        | Бронза |
| Меморіал Вацлава Циолковського 2011                              | Угорщина | вільна боротьба, до 120 кг        | Бронза |
| Тестовий турнір FILA 2011                                        | Угорщина | вільна боротьба, до 120 кг        | Золото |
| Золотий Гран-прі з боротьби 2012 (Сомбатгей)                     | Угорщина | греко-римська боротьба, до 120 кг | Бронза |
| Олімпійський кваліфікаційний турнір з боротьби 2012 (Софія)      | Угорщина | вільна боротьба, до 120 кг        | Золото |
| Гран-прі Іспанії з боротьби 2012                                 | Угорщина | вільна боротьба, до 120 кг        | Срібло |
| Золотий Гран-прі з боротьби 2012 (Баку)                          | Угорщина | греко-римська боротьба, до 120 кг | Бронза |
| Золотий Гран-прі з боротьби 2012 (Баку)                          | Угорщина | вільна боротьба, до 120 кг        | 7      |
| Київський Міжнародний турнір з боротьби 2013                     | Угорщина | вільна боротьба, до 120 кг        | Бронза |
| Турнір Алі Алієва 2013                                           | Угорщина | вільна боротьба, до 120 кг        | Бронза |
| Кубок Тахті 2014                                                 | Угорщина | вільна боротьба, до 125 кг        | 10     |
| Золотий Гран-прі з боротьби 2014 (Сомбатгей)                     | Угорщина | греко-римська боротьба, до 130 кг | 10     |
| Гран-прі Парижа з боротьби 2015                                  | Угорщина | вільна боротьба, до 125 кг        | Бронза |
| Кубок Гранми з боротьби 2015                                     | Угорщина | греко-римська боротьба, до 130 кг | 5      |
| Кубок Гранми з боротьби 2015                                     | Угорщина | вільна боротьба, до 125 кг        | Срібло |
| Гран-прі FILA 2015                                               | Угорщина | греко-римська боротьба, до 130 кг | Золото |
| Турнір Алі Алієва 2015                                           | Угорщина | вільна боротьба, до 125 кг        | 7      |
| Гран-прі Парижа з боротьби 2016                                  | Угорщина | вільна боротьба, до 125 кг        | 5      |
| Турнір Олександра Медведя 2016                                   | Угорщина | вільна боротьба, до 125 кг        | 7      |
| Олімпійський кваліфікаційний турнір з боротьби 2016 (Зренянин)   | Угорщина | вільна боротьба, до 125 кг        | Бронза |
| Олімпійський кваліфікаційний турнір з боротьби 2016 (Улан-Батор) | Угорщина | вільна боротьба, до 125 кг        | Срібло |
| Меморіал Вацлава Циолковського 2016                              | Угорщина | вільна боротьба, до 125 кг        | 9      |
| Гран-прі Іспанії з боротьби 2016                                 | Угорщина | вільна боротьба, до 125 кг        | Золото |
| Клубний чемпіонат світу з боротьби 2016                          | Угорщина | команда                           | 8      |
| Гран-прі Парижа з боротьби 2017                                  | Угорщина | вільна боротьба, до 125 кг        | Срібло |
| Київський Міжнародний турнір з боротьби 2017                     | Угорщина | вільна боротьба, до 125 кг        | Срібло |
| Турнір Дана Колова — Николи Петрова 2017                         | Угорщина | вільна боротьба, до 125 кг        | Бронза |
| Турнір Г. Картозія і В. Балавадзе 2017                           | Угорщина | вільна боротьба, до 125 кг        | Срібло |
| Меморіал Вацлава Циолковського 2017                              | Угорщина | вільна боротьба, до 125 кг        | Золото |
| Гран-прі Угорщини з боротьби 2018                                | Угорщина | греко-римська боротьба, до 130 кг | 5      |
| Гран-прі Німеччини з боротьби 2018                               | Угорщина | греко-римська боротьба, до 130 кг | 12     |
| Відкритий чемпіонат Польщі з боротьби 2018                       | Угорщина | вільна боротьба, до 125 кг        | 5      |
| Турнір Дана Колова — Николи Петрова 2019                         | Угорщина | вільна боротьба, до 125 кг        | Бронза |
| Турнір міста Сассарі з боротьби 2019                             | Угорщина | вільна боротьба, до 125 кг        | Срібло |
| Турнір Яшара Догу 2019                                           | Угорщина | вільна боротьба, до 125 кг        | Бронза |
| Меморіал Вацлава Циолковського 2019                              | Угорщина | вільна боротьба, до 125 кг        | 5      |
| Турнір Дмитра Коркіна 2019                                       | Угорщина | вільна боротьба, до 125 кг        | Золото |
| Турнір Володимира Семенова 2019                                  | Угорщина | вільна боротьба, до 125 кг        | 8      |
| Меморіал Маттео Пелліконе 2020                                   | Угорщина | вільна боротьба, до 125 кг        | Бронза |
| Чемпіонат Угорщини з боротьби 2020                               | Угорщина | вільна боротьба, до 125 кг        | Золото |
| Меморіал Вацлава Циолковського 2020                              | Угорщина | вільна боротьба, до 125 кг        | Срібло |
| Київський Міжнародний турнір з боротьби 2021                     | Угорщина | вільна боротьба, до 125 кг        | 5      |
| Олімпійський кваліфікаційний турнір з боротьби 2020 (Будапешт)   | Угорщина | вільна боротьба, до 125 кг        | 11     |
| Олімпійський кваліфікаційний турнір з боротьби 2020 (Софія)      | Угорщина | вільна боротьба, до 125 кг        | 5      |
| Турнір Яшара Догу 2022                                           | Угорщина | вільна боротьба, до 125 кг        | Бронза |
| Відкритий чемпіонат Загреба з боротьби 2023                      | Угорщина | вільна боротьба, до 125 кг        | Бронза |
| Турнір Ібрагіма Мустафи 2023                                     | Угорщина | вільна боротьба, до 125 кг        | 13     |
| Меморіал Імре Поляка та Яноша Варги 2023                         | Угорщина | вільна боротьба, до 125 кг        | Срібло |
| Відкритий чемпіонат Загреба з боротьби 2024                      | Угорщина | вільна боротьба, до 125 кг        | 15     |
| Олімпійський кваліфікаційний турнір з боротьби 2024 (Баку)       | Угорщина | вільна боротьба, до 125 кг        | 8      |
| Олімпійський кваліфікаційний турнір з боротьби 2024 (Стамбул)    | Угорщина | вільна боротьба, до 125 кг        | Бронза |

### Виступи на змаганнях молодших вікових груп
| Змагання                                       | Збірна   | Вагова категорія          | Місце  |
| ---------------------------------------------- | -------- | ------------------------- | ------ |
| Чемпіонат Європи з боротьби серед юніорів 2007 | Угорщина | вільна боротьба, до 96 кг | 5      |
| Чемпіонат світу з боротьби серед юніорів 2007  | Угорщина | вільна боротьба, до 96 кг | 7      |
| Чемпіонат Європи з боротьби серед юніорів 2008 | Угорщина | вільна боротьба, до 96 кг | Срібло |
| Чемпіонат світу з боротьби серед юніорів 2008  | Угорщина | вільна боротьба, до 96 кг | 21     |
| Чемпіонат Європи з боротьби серед юніорів 2009 | Угорщина | вільна боротьба, до 96 кг | 5      |
| Чемпіонат світу з боротьби серед юніорів 2009  | Угорщина | вільна боротьба, до 96 кг | 5      |
| Чемпіонат Європи з боротьби серед кадетів 2006 | Угорщина | вільна боротьба, до 85 кг | 9      |